# شبدر ترشک نخل
شبدر ترشک نخل (نام علمی: Oxalis lasiandra) نام یک گونه از سرده شبدر ترشک است.